# Guilherme, Duque na Baviera
Guilherme, Duque na Baviera (em alemão:  Wilhelm, Herzog in Bayern; 10 de novembro de 1752 -  8 de janeiro de 1837) foi conde palatino de Birkenfeld-Gelnhausen entre 1789 e 1799 e primeiro Duque na Baviera entre 16 de Fevereiro de 1799 e a sua morte em 1837. Entre 17 de Dezembro de 1803 e 20 de Março de 1806, Guilherme foi Duque de Berg. Guilherme era bisavô da imperatriz Isabel da Áustria (Sissi) através do seu filho, o duque Pio Augusto na Baviera.

## Primeiros anos
Guilherme nasceu a 10 de novembro de 1752 em Gelnhausen, filho do Conde palatino João, Duque de Gelnhausen e da sua esposa, a marquesa Sofia Carlota de Salm-Dhaun. Em 1778, Guilherme tornou-se membro honorário da Academia de Ciências e Humanidades da Baviera. 

## Casamento e descendência
Guilherme casou-se com a condessaMaria Ana do Palatinado-Zweibrücken-Birkenfeld, irmã do primeiro rei da Baviera, Maximiliano I, e filha de Frederico Miguel, Conde Palatino de Zweibrücken e da sua esposa, a condessa Maria Francisca de Sulzbach, a 30 de janeiro de 1780 em Mannheim. Guilherme e Maria Ana tiveram três filhos:
1. Filho sem nome (nascido e morto a 6 de maio de 1782
2. Maria Isabel da Baviera (5 de maio de 1784 – 1 de junho de 1849) casada com o marechal francês Louis Alexandre Berthier, 1º duque de Wagram; com descendência.
3. Pio Augusto na Baviera (1 de agosto de 1786 – 3 de agosto de 1837), casado com a princesa Amélia Luísa de Arenberg; com descendência.

## Duque na Baviera
A 16 de fevereiro de 1799, o chefe da Casa de Wittelsbach Carlos Teodoro, Príncipe-Eleitor da Baviera morreu. Na altura existiam dois ramos da família Wittelsbach: Zweibrücken (cujo chefe era o duque Maximiliano José) e Birkenfeld (cujo chefe era Guilherme). Maximiliano José herdou o título que tinha pertencido a Carlos Teodoroː príncipe-eleitor da Baviera, enquanto que Guilherme foi compensado com o título de Duque na Baviera. A forma de duque na Baviera porque, na lei de primogenitura de 1506 estabelecia que, na Casa de Wittelsbach só poderia existir um duque da Baviera de cada vez.

## Morte
Guilherme foi enterrado na cripta da fam̟ília dos duques na Baviera, na Abadia de Tegernsee.

## Genealogia
| Guilherme na Baviera | Pai: João, Conde Palatino de Gelnhausen | Avô paterno: João Carlos do Palatinado-Gelnhausen | Bisavô paterno: Cristiano I do Palatinado-Birkenfeld-Bischweiler |
| Guilherme na Baviera | Pai: João, Conde Palatino de Gelnhausen | Avô paterno: João Carlos do Palatinado-Gelnhausen | Bisavó paterna: Madalena Catarina do Palatinado-Zweibrücken      |
| Guilherme na Baviera | Pai: João, Conde Palatino de Gelnhausen | Avó paterna: Esther Maria von Witzleben           | Bisavô paterno: Jorge Frederico de Witzleben                     |
| Guilherme na Baviera | Pai: João, Conde Palatino de Gelnhausen | Avó paterna: Esther Maria von Witzleben           | Bisavó paterna: Maria Madalena de Hanstein                       |
| Guilherme na Baviera | Mãe: Sofia Carlota de Salm-Dhaun        | Avô materno: Carlos, Marquês de Salm-Dhaun        | Bisavô materno: João Filipe II, Marquês de Salm-Dhaun            |
| Guilherme na Baviera | Mãe: Sofia Carlota de Salm-Dhaun        | Avô materno: Carlos, Marquês de Salm-Dhaun        | Bisavó materna: Ana Catarina de Nassau-Ottweiler                 |
| Guilherme na Baviera | Mãe: Sofia Carlota de Salm-Dhaun        | Avó materna: Luísa de Nassau-Ottweiler            | Bisavô materno: Frederico Luís, Conde de Nassau-Ottweiler        |
| Guilherme na Baviera | Mãe: Sofia Carlota de Salm-Dhaun        | Avó materna: Luísa de Nassau-Ottweiler            | Bisavó materna: Cristina de Ahlefeldt                            |

## Títulos, formas de tratamento, honras e brasão de armas

### Títulos e formas de tratamento
- 10 de Novembro de 1752 – 31 de Março de 1789: Conde Palatino Guilherme de Birkenfeld-Gelnhausen
- 31 de Março de 1789 – 16 de Fevereiro de 1799: O Conde Palatino de Birkenfeld-Gelnhausen
- 16 de Fevereiro de 1799 – 8 de Janeiro de 1837: Sua Alteza Real, o duque na Baviera

## References
1. 1 2  Bavarian Academy of Sciences and Humanities. «Ehrenmitglieder». Bayerische Akademie der Wissenschaften. Consultado em 6 de julho de 2009